# Enigmele din Providence
Enigmele din Providence (franceză: Les Énigmes de Providence) este un desen animat francez produs de Banco productions și lansat pentru prima dată pe micile ecrane pe data de 12 ianuarie 2002 pe canalul de televiziune TFOU din Franța. Seriile animate Enigmele din Providence au fost difuzate și în România pe programul de televiziune Minimax. Subiectul seriilor este constituit de aventurile lui Oscar, un detectiv particular care a cutreierat lumea și încearcă să descopere misterul antic ascuns de un orășel obscur și totuși aparte din Franța, alături de cei doi prieteni ai săi, Katia și Martin. În ciuda aparențelor de comunitate liniștită de pe malul unui lac, tenebrele orașului Providence ascund o comoară inestimabilă a umanității, protejată de forțe magice peste puterea de înțelegere a omului, care manipulează cetățenii orașului spre a testa vrednicia exploratorului Oscar de a descoperi misterioasa comoară. Oscar și prietenii săi vor înfrunta forțe supranaturale a căror existență nu poate fi explicată, și vor fi puși în situația de a nu mai putea avea încredere în niciun locuitor, dar cu ajutorul iscusinței și abilității de detectiv a lui Oscar, inteligenței și capacităților de inventator ale lui Martin, precum și deductivității Katiei, cei trei vor face față enigmelor din Providence, și vor încerca să descopere comoara străveche protejată de forțele mistice din oraș. Această comoară este însuși esența echilibrului din univers, și a fost ascunsă de ochii omului încă din cele mai vechi timpuri, însă doar unul dintre cei șapte înțelepți care au ascuns-o și au protejat-o pentru milenii se mai află în viață, și acesta trebuie să găsească un nou gardian demn de încredere, care să o apere de forțele întunericului și să protejeze lumea. Oscar și-a 
dedicat o mare parte din viață elucidării secretului din Providence, dar vor fi oare el și prietenii săi capabili să satisfacă dorința înțelepților?

## Poveste
Înainte să existe gheața și focul, înainte de apariția primelor triburi, șapte întelepți au îngropat o comoară inestimabilă a omenirii într-un loc fermecat, dar astăzi comoara e în pericol. Doar cel care va citi acest pergament va putea să o protejeze, înfruntând forțele răului pentru a dezlega misterele din Providence.

## Personaje

Personajele principale

### Personaje principale
Toată povestea serialului este concentrată în jurul enigmei din Providence și a fenomenelor ieșite din comun care au loc în acest orășel liniștit provincial, însă doar câteva personaje au un rol decisiv în descoperirea misterului și participă la acțiune în fiecare episod, printre acestea numărându-se:

#### Oscar
Oscar, care a fost căpitan de cursă lungă în tinerețe și a călătorit peste tot din Papua Noua Guinee până în Bombay, Egipt sau sudul Africii, este reprezentat în film ca un porc inteligent, hotărât, bănuitor și politicos, care poate fi recunoscut ușor prin paltonul verde și pălăria roșie pe care le poartă mereu, potrivindu-se ușor cu descrierea detectivului clasic al începutului secolului XX. În timpul călătoriilor sale, Oscar va avea un vis neobișnuit care îl va bântui mai mult timp și îl va face să se întoarcă ân orașul lui natal, Providence, pentru a căuta răspunsurile. Aici își va regăsi prietenii din copilărie și va trebui să cerceteze semnificația visului și misterele orașului, pe măsură ce diferite ciudățenii li se întâmplă tuturor locuitorilor.

#### Katia
Katia este o vulpiță frumoasă, plină de viață și pasionată de artă, și totodată singura dintre cei trei care nu credea inițial în misterele din Providence, în ciuda faptului că și ea a fost martoră la vrăjile făcute asupra unor locuitori, sau chiar la apariția unor creaturi preistorice precum o reptilă acvatică uriașă numită Merloo sau mitologice precum un zeu Aztec sau un Grifon. Ea caută explicații logice la tot ceea ce se întâmplă în Providence, și este însetată de dreptate.

#### Martin
Martin este inventatorul excentric dintre cei trei, și cel care le pune la dispoziție prietenilor săi tot ceea ce au nevoie pentru a rezolva misterele, fie că este vorba de un avion, un submarin pentru două persoane sau orice alt aparat. Martin este totodată și laș, și încearcă să evite participarea directă la rezolvarea misterelor alături de ceilalți cât de mult posibil, deși vor fi momente în care va trebui să își înfrunte temerile.

#### Al șaptelea înțelept
Fiind ultimul rămas în viață dintre cei șapte care au îngropat comoara în Providence, al șaptelea înțelept este cauza tuturor evenimentelor neobișnuite din Providence. El este responsabil pentru toate creaturile apărute în oraș, pentru toate vrăjile care i-au înnebunit pe concetățenii lui Oscar și ai prietenilor săi, și pentru visele ce l-au adus pe Oscar înapoi în Providence. El este paznicul comorii și personajul enigmatic al seriilor animate care îl va testa pe eroul nostru în nenumărate rânduri pentru a vedea dacă acesta poate să descopere și să păstreze în siguranță secretul din Providence. Are o vârstă de milioane de ani, și pe lângă rolul de protector mistic, înțeleptul capătă adesea și o calitate de narator al poveștilor tainice din orășel. În ultimul episod, cel de-al șaptelea înțelept îi va ghida pe cei trei prieteni (prin intermediul unor indicii descoperite de-a lungul peripețiilor lor) la labirinturile subterane ale vechiului castel de lângă oraș, pentru a-i întâlni și a le oferi puterea necesară pentru a trece de ultimul test și a-l învinge pe vrăjitorul malefic numit Auguste Gagliari, și pentru a le încredința păstrarea secretului din Providence, și al echilibrului binelui și al răului în lume.

### Personaje secundare
Locuitorii din Providence sunt supuși la capriciile unor forțe supranaturale de-a lungul aventurilor celor trei vechi prieteni, și toate părțile lor întunecate vor ieși la suprafață în moduri nemaivăzute. Toți locuitorii orașului au un rol constant în povestea principală a show-ului, deși niciunul din ei nu are cea mai vagă idee despre comoara din Providence și nu se implică în dezlegarea enigmei alături de cei trei eroi.

#### Primarul Rudolph
Primarul Rudolph este conducătorul corupt al orașului care dorește să se îmbogățească cu orice preț, și care se folosește adesea de inspectorul Balthazar pentru a-l îndepărta pe Oscar de afacerile lui murdare. Reprezentat ca și șobolan în serii, Rudolph va fi vrăjit de forțele mistice din Providence în episodul "Gura lui Quetzalcoatl", când își va urma instinctele și se va folosi de un vechi medalion aztec pentru a se transforma într-un zeu înaripat.

#### Inspectorul Balthazar
Inspectorul Balthazar este singurul polițist al orașului, și totodată un subordonat loial al primarului, fiind reprezentat corespunzător ca și câine. Neînțelegând misterele ce apar în oraș, Balthazar îi va urmări de mai multe ori pe cei trei prieteni, considerându-i implicați în acele fenomene stranii. În ultimele episoade, Balthazar renunță la suspiciuni și recurge la ajutorul lui Oscar în investigații, și deși nu o recunoaște, constată că evenimentele din Providence sunt de natură supranaturală.

#### Bibliotecarul Stanley
Bibliotecarul Stanley este cel ce îi ajută cu cercetările pe Oscar, Katia și Martin de fiecare dată când aceștia au nevoie. Fie că e vorba de planuri vechi cu tunele subterane ale orașului sau de cărți cu legende vechi, Stanley e șoarecele de bibliotecă potrivit căutărilor. Indignat de incultură și insultele aduse literaturii, Stanley se va transforma într-un Grifon ce îi va închide în lumea cărților pe toți cei ce nu îi răspund la întrebări și desconsideră lectura în episodul "Prizonierii Grifonului".

#### Învățătoarea Adrénaline
Adrénaline este învățătoarea din Providence, și de asemenea o persoană pe care copiii o stresează (de unde și numele probabil) mai tot timpul și care este severă în încercarea ei de a-i disciplina. Adrénaline este îndrăgostită de primarul Rudolph, deși acesta o neglijează majoritatea timpului, și își va arăta din plin latura întunecată și autoritară în episodul "Jurământul lui Adrénaline", în care va studia o carte de vrăjitorie ajunsă la ea datorită forțelor mistice din Providence și se va transforma într-o vrăjitoare malefică care va încerca să supună întregul oraș.

#### Doctorița Frank
Doctorița Frank este singurul medic din oraș, și o victimă a propriilor dorințe și a celui de-al șaptelea înțelept în episodul intitulat "Urgență", când își injectează cu somnifere aproape toți concetățenii. În majoritatea timpului, doctorița  pune preț pe meseria ei și este destul de autoritară în ceea ce privește sfaturile date celorlalți locuitori în privința sănătății.

#### Frații Serbére
Frații Serbére sunt cei trei prieteni care locuiesc într-o fermă de lângă oraș și care îi fac inspectorului Balthazar meseria mai spectaculoasă. Cei trei se ocupă de încăierări banale la taverna lui Bob sau pe stradă, se iau de copii, fură vopsea, statuiete antice despre care nu știu nimic sau chiar bijuterii când orașul e adormit, însă niciodată nu se opresc din încălcarea constantă a legilor. Carlo, unul dintre frați, este de asemenea îndrăgostit de Katia.

#### Jimmy și Melisa
Jimmy și Melisa sunt doi copii din Providence de care Osacar, Katia și Martin vor avea nevoie de mai multe ori pentru a rezolva anumite mistere. Spre exemplu, în episodul numit "Ramură Bătrână", Jimmy își va dori un prieten imaginar care să apere copii în fața adulților și despre care aflase dintr-o legendă, iar cel de-al șaptelea înțelept va crea acest prieten legendar dintr-o ramură de copac, și Oscar va afla despre existeța lui doar de la Jimmy. Cât despre Melisa, ea va contribui la rezolvarea misterului în episoadele "Prizonierii Grifonului" și "Trandafirul lui Teo".

#### Corbul Jedeon
Deși nu se poate spune că este un locuitor al orașului, corbul Jedeon participă la toate episoadele, fiind mesagerul ultimului înțelept, și cel ce de fiecare dată urmărește personajele vrăjite. Corbul Jedeon nu este o pasăre obișnuită, și are, asemeni stăpânului său aproape nemuritor, puteri magice, acest lucru demonstrându-se în ultimul episod prin faptul că vrăjitorul Auguste Gagliari va deveni mai puternic distrugând corbul, și totodată prin renașterea corbului după ce Oscar și compania îl vor învinge pe vrăjitor.

#### Ceilalți locuitori din Providence
Providence a trecut prin multe fenomene stranii, și, în consecință, mulți din locuitorii săi au fost fermecați și puteau să le facă rău celorlalți, deși nu aveau un rol important în restul serialului. Printre aceștia se numără pictorul orgolios Diego, artistul sensibil numit Pepin, farmacista Claudette cea care tânjea după frumusețe, grădinarul grijuliu Theo, compozitorul Félicien care nu suportă muzica modernă, scriitorul foarte manierat Gontran, chelnerul Bob, bătrâna Clarice și copiii din oraș. Providence ascunde multe lucruri în spatele impresiei aparent prietenoase și liniștite ce o face la prima vedere, și în afară de forțele mistice ce îi apără secretul, locuitorii săi sunt responsabili pentru aceste lucruri.

### Personaje episodice
De-a lungul seriilor animate, mai mulți călători misterioși vor veni în Providence din diferite motive, și majoritatea lor nu vor fi prea bine intenționați, unii fiind vechi dușmani ai lui Oscar ce căutau răzbunarea, precum ducele de Bombay, sau vrăjitori dorind să descopere secretul, precum Auguste Gagliari. De asemenea, unele episoade vor introduce personaje noi legendare și inexistente în realitate precum Grifonul, dar care vor avea un rol esențial în cursul acțiunii și dezlegarea misterului.

#### Auguste Gagliari
Numit și "emisarul tenebrelor" de către cel de-al șaptelea înțelept, Auguste Gagliari este un vrăjitor italian venit în oraș pentru a folosi comoara din Providence în scopuri rele, și care va încerca să îi oprească pe Oscar, Katia și Martin să îi urmeze înțeleptului și să apere comoara. Vrăjitorul este cel mai puternic adversar pe care cei trei trebuie să îl înfrunte, și are un rol decisiv în elucidarea misterului, dar nu își face apariția decât în ultimul episod.

#### Assua
Assua este un vraci african care caută în Providence un artefact sacru din țara sa, cunoscut sub nummele de "Uliul Negru". Assua își va face apariția în episodul "Uliul Negru" și îl va fermeca pe Balthazar pentru a-i aduce obiectul. După ce el îi va suspecta pe Oscar și prietenii săi că au furat uliul, Assua le va explica că în cazul în care statueta nu este recuperată de la hoții adevărați și dusă în Africa la timp, aceasta va elibera blestemul unui zeu numit Kalfu, și va distruge Providence-ul în întregime.

#### Păpușa Dolly
Creată de către ultimul înțelept pentru a testa rezistența prieteniei dintre Oscar și Katia, Dolly este un adevărat măr al discordiei care plănuiește să îl separe pe Oscar de prietenii săi și să îl îndepărteze de enigma orașului, pretinzând că este arheolog și născocind o poveste despre picturile rupestre dintr-o peșteră pentru a-l face pe protagonist să creadă că pentru a descoperi secretul din Providence, trebuie să navigheze pe Marea Chinei. Dolly este foarte impulsivă și orgolioasă și îi seamănă Katiei în ceea ce privește aspectul fizic, înțeleptul plănuind încă de prima dată să o facă pe Katia geloasă.

#### Ducele de Bombay
Ducele de Bobay este un vechi inamic al lui Oscar pe care acesta l-a cunoscut în timpul unei escale în portul Bombay. Poliția orașului era foarte dezorganizată în aceea perioadă datorită unui cutremur, iar Oscar a reușit să îl captureze chiar el pe Ducele de Bombay, un hoț de opere de artă renumit în India, care a jurat să îi ia lui Oscar tot ce iubește mai mult într-o bună zi. Oscar va afla că ducele a evadat de la închisoare prin intermediul unui ziar, și ducele va apărea foarte curând în Providence încercând să se țină de promisiune. Înzestrat cu puterea de a-și schimba fața de către ultimul înțelept, ducele cel răzbunător va încerca să descopere secretul înaintea lui Oscar.

#### Pampapichu
Pampapichu este un personaj legendar aztec căruia zeii i-au încredințat misiunea de a păstra în singuranță pandantivul lui Montezuma, o bijuterie antică ce ascundea puteri inimaginabile, și putea transforma pe oricine îl poartă în Quetzalcoatl, zeul șarpe înaripat. Pandantivul va ajunge în Providence datorită ultimului înțelept, care îl va oferi primarului observând setea accestuia pentru putere, iar Pampapichu va vizita și el orașul, și în cele din urmă le va spune celor trei prieteni povestea pandantivului, și îi va ajuta să îl recupereze de la Rudolph.

#### Grifonul
Poate unul dintre cele mai interesante personaje episodice, Grifonul este ființa supranaturală în care se va transforma bibliotecarul Stanley, dar totodată o creatură mitologică din legendele Providencelui care îi închidea în lumea cărților pe toți cei ce le desconsiderau și jigneau literatura. Diferența între Grifon și alte personaje în care s-au transformat locuitorii din Providence este că acesta era o altă ființă față de Stanley, și mai exact una care cunoștea vechile mistere ale orașului. Oscar îl va urmări în lumea cărților pe Grifon, și după ce îi va salva pe cei prinși în acest loc pentru că nu au răspuns la o ghicitoare din cărți, se va întâlni chiar el cu enigmatica creatură, și după ce va răspunde la o ghicitoare a Grifonului, va primi un talisman ce are legătură cu secretul. Cine era de fapt Grifonul și cum știa despre forțele primordiale ascunse în Providence rămâne un mister nedezlegat, existând și probabilitatea ca el să fi fost creat chiar de cei șapte înțelepți.

## Episoade
- 1. Monstrul din lac
- 2. Uliul negru
- 3. Frumoase pentru o zi
- 4. Urgență
- 5. Ramură bătrână
- 6. Incredibilul domn Pepin
- 7. Ultima zi a anului
- 8. Păpușa Dolly
- 9. Bâlciul iluziilor
- 10. Romanul lui Gontran
- 11. Cine a furat gloria?
- 12. Ducele de Bombay
- 13. Călătorii imobile
- 14. Gura lui Quetzacoatl
- 15. Aparențe înșelătoare
- 16. Trandafirul lui Theo
- 17. Jurământul lui Adrenaline
- 18. Gânduri rele
- 19. Simfonia vampirică
- 20. Minciunile lui Don Karlito
- 21. Omul automatic
- 22. Mina diabolică
- 23. Prizonierii Grifonului
- 24. Fantoma justiției
- 25. Cercul malefic
- 26. Secretul